# Jean-Marie Fugère
Jean-Marie Fugère (* 28. April 1818 in Lyon; † 1. Januar 1882 ebenda) oder auch Joanny Fugère war ein französischer Künstler, Graveur und Lithograf.

## Leben und Wirken
Der Vater Noël Fugère (1784–1862) gründete schon früh eine Druckerei in der rue Poulaillerie, No 8. Seine Brüder Joseph (1819–1887) und Philibert (1822–1901) übernahmen schließlich den väterlichen Betrieb.
Jean-Marie Fugère war zunächst ein Schüler von Joseph-Victor Vibert (1799–1860), der als Professor an der École des Beaux-Arts von Lyon lehrte. Hier bekam er auch 1838 den ersten Preis im Bereich Gravur verliehen. Mit 21 Jahren verließ Fugère seine Heimatstadt, um in Paris sein Kunsthandwerk zu perfektionieren. Schließlich kehrte er 1845 im Alter von 27 Jahren nach Lyon zurück. Hier arbeitete er zunächst als Graveur bei der renommierten Druckerei von Louis-Benoît Perrin (1799–1865) (kurz: Louise Perrin). In seinem Nachruf nannte ihn Quirin-Jules-Raoul de Cazenove (1833–1910) ein verkanntes künstlerisches Talent, dessen Talent vom Ruhm und unbestrittenen Verdienst als Meister der Druckerei in den Hintergrund gedrängt wurde. So schrieb Cazenove:

„Pendant trente ans, Fugère fut le collaborateur dévoué, infatigable, désintéressè du maître imprimeur lyonnais dont la gloire et le mérite incontesté ont quelques peu obscurci la valeur artistique, très réelle pourtant, du talent de Fugère.“

Als die Druckerei Perrin im Jahr 1856 das Buch Notes relatives aux changements introduits dans la généalogie de la maison royale de Savoie von Ritter Louis Cibrario (1802–1870) druckte, bekam Louis Perrin dafür den Ritterorden der hl. Mauritius und Lazarus für das schöne Wappen auf der Titelseite verliehen. Auch wenn Perrin die generelle heraldische Gestaltung zugesprochen wurde, hatte Fugère wesentlichen Anteil am Gelingen einer der schönsten Tiefdruckgravuren jener Zeit. Fugère gravierte viele Dinge für Perrin, wie beispielsweise die Augusteaux-Buchstaben, eine von Perrin neu kreierte Typografie. Hinzu kamen Verzierungen und Intarsien, bei denen es sehr schwer war, den wahren Schöpfer herauszufiltern. An praktisch allen Arbeiten aus den Jahren 1845 bis 1875, die von Louis Perrin und dessen Nachfolger und Sohn Alfred Louis Perrin (1848–1904), der zusammen mit Bernard-Mathieu-Gustave Marinet (1834–1907) die Druckerei nach Perrins Tod leitete, gedruckt wurden, war Fugère beteiligt.
Zu Beginn seiner Karriere entwarf und schnitzte er für das Buch Inscriptions antiques de Lyon, 1846–1854 antike Steine, die eine Reproduktionen der großartigen Arbeiten von Alphonse de Boissieu (1807–1886) im Glyptik-Museum in Lyon (Musée lapidaire de la ville de Lyon) darstellten. Während des Krieges erstellte er für Révérend Père Pierre-Baptiste vom Kapuzinerorden eine Bittschrift an Pius IX., eine Tafel, die aus keltischen Knoten, Leitworten und vier Porträts bestand. Diese Petition wurde 1869 vom Dritten Orden der Franziskaner an den damaligen Papst Pius IX. geschickt. Sie verfolgte das Ziel, die heilige Eucharistie in ihrem Gebetshaus umzukehren. Die Porträts und die Einfassung zeigten Pius IX., den Bischof von Arras Jean-Baptiste Joseph Lequette (1811–1882) und zwei Geistliche, die nicht näher bekannt waren. Sie bildeten die Ecken zu einem weißen Kreuz. Die gesamte Tafel wurde von Fugère gestaltet.
Weitere Bücher, an denen er mitarbeitete, waren eine Neuauflage von Jacob Spons (1647–1685) Recherche des antiquités et curiosités de la ville de Lyon aus dem Jahr 1857, Théâtre lyonnais de Guignol aus dem Jahre 1859 und viele mehr.
Des Weiteren erschuf Fugère ein Gesamtporträt von Pius IX. sowie weitere Porträts von Louis Perrin, Antoine-Jean-Baptiste d' Aigueperse (1787–1861), Alfred de Terrebasse (1801–1871) und des Historikers Paul de Rapin-Thoyras (1661–1725). Beim letzteren Porträt handelte es sich um eine Reproduktion eines Porträts von Jean Henri Brandon (ca. 1660–1714) und Jacobus Houbraken (1698–1780).
Wichtiger waren aber seine 15 Porträts, die im Werk Galerie historique des acteurs français: mimes et paradistes qui se sont rendus célèbres dans les annales des scènes secondaires depuis 1760 jusqu’ à nos jours: pour servir de complément à la troupe de Nicolet von Edmond-Denis Manne (1801–1877) und Charles Ménétrier (1804–1888) erschienen, sowie die 25 Porträts, die in Galerie historique de la Comédie Française: pour servir de complément à La troupe de Talma, depuis le commencement du siècle jusqu’à l’année 1853 derselben Autoren erschienen.
Als die Porträts entstanden, arbeitete er bereits nicht mehr in der Druckerei von Perrin. Viele der Werke galten als bemerkenswert, andere wiederum wirkten etwas steif. Zur Entschuldigung Fugères muss allerdings angeführt werden, dass ihm zum Teil nur alte Drucke bzw. unvollkommene Skizzen bei der Herstellung zur Verfügung standen.
Für das fünfbändige Werk Histoire naturelle des oiseaux-mouches ou colibris constituant la famille des trochilidés von Étienne Mulsant und Édouard Verreaux trug er ebenfalls eine Bildtafel bei. Während die Lithografien von Louis Victor Bevalet (1808–1887) selbst unter Botanikern Zuspruch fanden, wurde die Qualität der wenigen Lithografien in diesem Werk über Kolibris von Paul Eugène Mesplès (1849–1924) und Fugère kritisiert.
Eines seiner letzten Werke erschien in Lucien Bégules (1848–1935) und Marie-Claude Guigues (1832–1889) Buch Monographie de la cathédrale de Lyon. Dabei handelte es sich um ein Bildnis der Kathedrale Saint-Jean.
Ganz in der Tradition des Lyoner Künstlers Jacques Stella (1596–1657) eröffnete er eine Schule, an der auch seine Tochter und Schülerin Claudia David-Fugère (1847–1885) ausgebildet wurde. Schließlich verstarb Fugère nach einer langen schweren Krankheit im Alter von 63 Jahren.

## Galerie der Werke Fugères

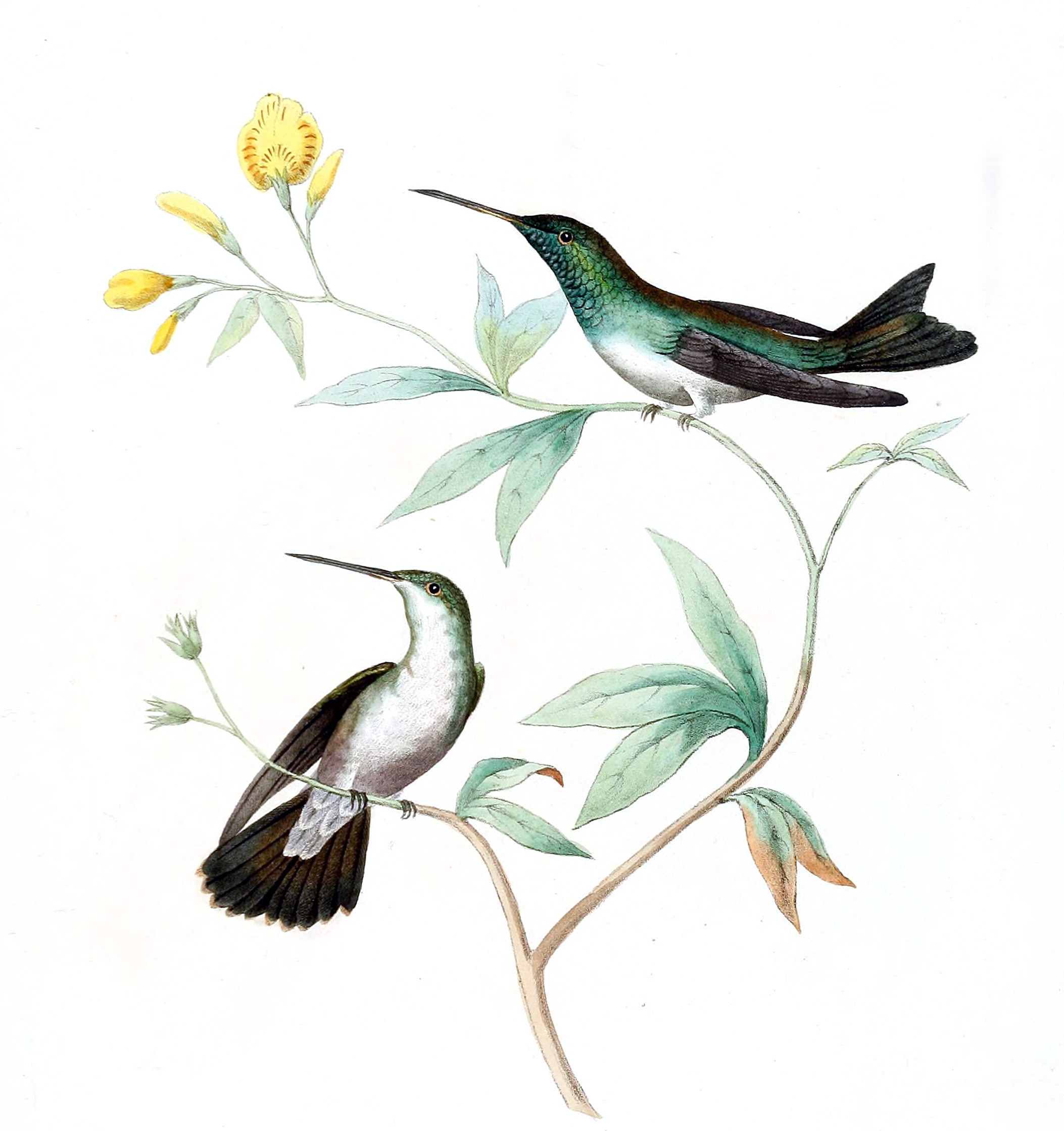
Mangrovenamazilie (Amazilia boucardi) Lithografie von Fugère
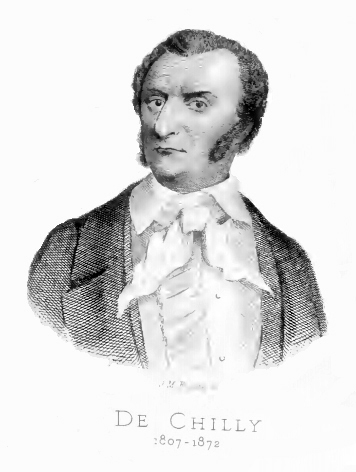
Porträt von Charles-Marie de Chilly (1807–1872) von Fugère
Porträt von Frédérick Lemaître (1800–1876) von Fugère
Porträt von Rose Chéri (1824–1861) von Fugère
Porträt von Pierre-François Beauvallet (1830–1861) von Fugère
Porträt von Pauline-Anaïs-Nathalie Aubert (1802–1871) von Fugère
Lithografie von Fugère aus dem Theater von Guignol
Titelseite mit Wappen Notes relatives aux changements introduits dans la généalogie de la maison royale de Savoie von Louis Perrin und Fugère

## Werke
- Edmond-Denis Manne, Charles Ménétrier, Jean-Marie Fugère: Galerie historique de la Comédie Française : pour servir de complément à La troupe de Talma, depuis le commencement du siècle jusqu'à l'année 1853. N. Scheuring, Lyon 1876 (online [abgerufen am 21. April 2013]).
- Edmond-Denis Manne, Charles Ménétrier, Jean-Marie Fugère: Galerie historique des acteurs français : mimes et paradistes qui se sont rendus célèbres dans les annales des scènes secondaires depuis 1760 jusqu' à nos jours : pour servir de complément à la troupe de Nicolet. N. Scheuring, Lyon 1877 (online [abgerufen am 21. April 2013]).
- in Lucien Bégule, Marie-Claude Guigue: Monographie de la cathédrale de Lyon. Mougin-Rusand, Lyon 1880, S. 98.